# Radoslav Petković
Radoslav Petković, cyr. Радослав Петковић (ur. 21 lipca 1953 w Belgradzie, zm. 27 października 2024 w Nowym Sadzie) – serbski pisarz, tłumacz i publicysta.

## Życiorys
Był synem inżyniera i nauczycielki języka francuskiego. W 1982 ukończył studia filologiczne na Uniwersytecie Belgradzkim. Po studiach pracował w czasopiśmie Књижевна критика, w latach 1988-1994 pełnił funkcję sekretarza Fundacji Ivo Andricia, a od 1994 utrzymywał się głównie z pisarstwa. W latach 2001-2004 kierował Instytutem Podręczników i Pomocy Szkolnych w Belgradzie. Felietony Petkovicia ukazywały się regularnie w czasopiśmie Блиц, współpracował też z tygodnikiem Време. Do 2000 mieszkał w Belgradzie, skąd przeniósł się do Pančeva, a w 2006 do Nowego Sadu. W latach 2009-2018 pracował w Wydziale Kultury Autonomicznego Okręgu Wojwodiny. Zmarł w 2024 w Nowym Sadzie, pochowany w Alei Zasłużonych Nowego Cmentarza w Belgradzie.
Był żonaty (żona Vladislava z d. Gordić).

## Twórczość
Dorobek twórczy Petkovicia obejmuje pięć powieści, dwa tomy opowiadań i siedem tomów esejów, powstałych w latach 1979–2017. Petković był także tłumaczem literatury angielskiej - przełożył na język serbski dzieła Tolkiena, Chestertona, Roberta Louisa Stevensona i Daniela Defoe.

### Powieści
- 1979: Put u Dvigrad
- 1983: Zapisi iz godine jagoda
- 1986: Senke na zidu
- 1987: Sudbina i komentari
- 1990: Savršeno secanje na smrt

### Opowiadania
- 1989: Izveštaj o kugi
- 1998: Čovek koji je živeo u snovima

### Eseje
- 1995: Ogled o mački
- 1992: O Makelanđelu govoreci
- 1995: Vizantijski internet
- 1996: Upotreba vilenjaka
- 1998: Događaj godine
- 2009: Srednevekovni putovođa
- 2010: Kolumbovo jaje

## Tłumaczenia na język polski
- 2002: Objawienie, tł. Katarzyna Szymczak, Arkusz. 2002/3, s. 2.
- 2003: Baje się stare bajanie o dziadku i wnuku, tł. Bożena Klog-Gogolewska, Tygiel Kultury 2003/7-9, s. 130–134.

## Nagrody i wyróżnienia
- 1981: Nagroda Miloša Crnjanskiego za książkę Пут у Двиград
- 1994: Nagroda NIN za książkę Судбина и коментари
- 1994: Nagroda Mešy Selimovicia za książkę Судбина и коментари
- 2009: Nagroda Borisava Stankovicia za książkę Савршено сећање